# Општина Хангу (Њамц)
Хангу (рум. Hangu) општина је у Румунији у округу Њамц.
Oпштина се налази на надморској висини од 575 m.